# Ränningen (dans)
Ränningen är en svensk folkdans från Uppland. Dansen dansas av åtta par uppställda mittemot varandra, då det är en så kallad kontradans. Dansen är från början en danslek som beskriver just ränning. Melodin växlar mellan dur och moll och är till viss del en polska.